# 37 Рыси
37 Рыси (лат. 37 Lyncis) — двойная звезда в созвездии Большой Медведицы на расстоянии приблизительно 95,5 световых лет (около 29,3 парсеков) от Солнца. Видимая звёздная величина звезды — +6,11m.

## Характеристики
Первый компонент (HD 80290) — жёлто-белая звезда спектрального класса F3V. Радиус — около 1,23 солнечных, светимость — около 2,23 солнечных. Эффективная температура — около 6464 К.
Второй компонент (HD 80355) — жёлтая звезда спектрального класса G5. Эффективная температура — около 5495 К.